# Забалканская (усадьба)
Усадьба «Забалканская», усадьба И. И. Дибича, усадьба К. К. Притвица — старинная русская мыза, в разное время принадлежавшая таким дворянским родам как Дибичи и Притвицы. Расположена в Кингисеппском районе Ленинградской области, в деревне Старое Гарколово. Является выявленным объектом культурного наследия.

## История
Первым хозяином усадьбы был Иван Иванович Дибич-Забалканский, русский полководец, герой войн с Наполеоном и Турцией. Его почётный титул Забалканский перешёл также и усадьбе.
Мыза состояла первоначально из деревянного господского дома, вокруг которого был разбит парк. Дибич задумывал перестроить дом, но не успел, скончавшись в 1831 году от холеры. Будучи бездетным, он завещал своим потомкам после его смерти выстроить большой каменный дом на берегу залива. Это желание исполнил племянник Дибича — Карл Притвиц, генерал от кавалерии.
К возведению дома Притвиц привлёк архитектора Андрея Штакеншнейдера. Сооружение было выстроено из кирпича в псевдоготическом стиле и внешним обликом напоминало небольшой замок. С его башен открывался вид на Финский залив, откуда владелец усадьбы чаще всего прибывал в свое поместье.
Семья Притвицов владела усадьбой вплоть до революции 1917 года.
Во время Великой отечественной войны усадьба Забалканская оказалась на оккупированной немцами территории. От господского дома осталась лишь одна угловая башня, называемая также «башня Дибича». Также сохранились остатки парка в виде дубовых насаждений и мощённая булыжником дорога, идущая к усадьбе от шоссе.